# Nördliche Zinsel
Die Nördliche Zinsel (frz.: Zinsel du Nord), auch Moderbach genannt,  ist ein – von der Quelle des Moderbachs aus gerechnet – etwa 43 Kilometer langer linksseitiger Zufluss der Moder. Die Nördliche Zinsel entwässert mit ihren Zuflüssen den Nordwesten der Nordvogesen, insbesondere den Osten des zum Département Moselle gehörenden Pays de Bitche. Das Einzugsgebiet umfasst 339 km².

## Geographie

### Verlauf
Die Nördliche Zinsel entsteht auf etwa 225 Metern Höhe aus dem Zusammenfluss von Breidenbach und Moderbach, bei Mouterhouse (dt. Mutterhausen). Während der Breidenbach am Breitenstein od. Zwölfapostelstein (frz. Pierre des douze Apôtres) bei Goetzenbruck entspringt, liegt die Quelle des Moderbachs, der Wasserfelsen (frz. Cascade des Ondines), am östlichen Ortsrand von Lemberg. Größter Zufluss ist der Falkensteinerbach, der bei Uttenhofen von links einmündet.
Die Nördliche Zinsel fließt in dem abschnittsweise breiten Tal, umgeben von den Wäldern des Staatsforsts Mutterhausen, in südöstlicher Richtung zum Schmalenthalweiher (frz. auch Étang de Baerenthal) und zum beliebten Ferienort Baerenthal. Am Ausgang der Vogesen in die Rheinebene folgt das unterelsässische Dorf Zinswiller. Bei Gumbrechtshoffen wird der Regionale Naturpark Vosges du Nord verlassen und ab Uttenhoffen folgt die Nördliche Zinsel der N 62 und der Bahnstrecke Haguenau–Falck-Hargarten und durchquert mit diesen Verkehrswegen ab Mertzwiller den Hagenauer Forst.
Bei Schweighouse-sur-Moder im Kanton Hagenau mündet sie in einem Industriegebiet von links in die Moder ein.

### Zuflüsse
- Wiessbach (links), 2,9 km
- Breidenbach (rechts), 7,3 km
- Rehbach (rechts), 4,7 km
- Ruisseau le Brunnenthal (links), 1,7 km
- Ruisseau le Lisenthal (links), 2,6 km
- Schlierbach (links), 1,7 km
- Wissbach (rechts), 5,1 km
- Falkensteinerbach (links), 27,2 km, 192,2 km², 1,98 m³/s
- Schliederbach (links), 3,2 km
- Isselbaechel (links), 3,7 km

## Geschichte
1196 hieß der Fluss Cinzele. Weitere Namensbelege bezieht Albrecht Greule auf die Südliche Zinsel bzw. den nicht sicher identifizierbaren Bach Gunsinus rivus, der in drei alten Grenzbeschreibungen des Klosters Maursmünster auftaucht.
Im 19. Jahrhundert gab es an der Nördlichen Zinsel viel Eisenindustrie, die von der Industriellendynastie De Dietrich betrieben wurde. Dies führte zu starken Abholzungen, was aber mittlerweile wieder ausgeglichen wurde.